# Course en ligne féminine aux championnats du monde de cyclisme sur route 1981
Navigation
1980 1982
La course en ligne féminine aux championnats du monde de cyclisme sur route 1981 a lieu le 26 août 1981 à Prague en Tchécoslovaquie. Cette édition est remportée par l'Allemande de l'Ouest Ute Enzenauer.

## Classement
|                                    | Coureuse                 | Pays                 |    | Temps          |
| ---------------------------------- | ------------------------ | -------------------- | -- | -------------- |
| Médaille d'or, Coupe du Monde      | Ute Enzenauer            | Allemagne de l'Ouest | en | 1 h 30 min 2 s |
| Médaille d'argent, Coupe du Monde  | Jeannie Longo            | France               | +  |                |
| Médaille de bronze, Coupe du Monde | Connie Carpenter         | États-Unis           |    |                |
| 4                                  | Galina Tsareva           | Union soviétique     |    |                |
| 5                                  | Tamara Poliakova         | Union soviétique     |    |                |
| 6                                  | Beate Habetz             | Allemagne            |    |                |
| 7                                  | Tatjana Kolesnikova      | Union soviétique     |    |                |
| 8                                  | Nadesja Kibardina        | Union soviétique     |    |                |
| 9                                  | Marianne Berglund        | Suède                |    |                |
| 10                                 | Alla Lukutina            | Union soviétique     |    |                |
| 11                                 | Hennie Top               | Pays-Bas             |    |                |
| 12                                 | Irina Belan              | Union soviétique     |    |                |
| 13                                 | Leontine van der Lienden | Pays-Bas             |    |                |
| 14                                 | Ines Varenkamp           | Allemagne            |    |                |
| 15                                 | Josiane Vanhuysse        | Belgique             |    |                |
| 16                                 | Tuulikki Jahre           | Suède                |    | 11 s           |
| 17                                 | Rosmarie Kurz            | Suisse               |    | 11 s           |
| 18                                 | Pia Prim                 | Suède                |    | 14 s           |
| 19                                 | Agneta Asplund           | Suède                |    | 18 s           |
| 20                                 | Maria Johansson          | Suède                |    | 20 s           |
| 21                                 | Madalaine Roese          | États-Unis           |    | 30 s           |
| 22                                 | Mieke Havik              | Pays-Bas             |    | 45 s           |
| 23                                 | Jolanda Kalt             | Suisse               |    | 45 s           |
| 24                                 | Karen Strong             | Canada               |    | 1 min 6 s      |
| 25                                 | Thea van Rijnsoever      | Pays-Bas             |    | 2 min 13 s     |
| 26                                 | Cynthia Olavarri         | États-Unis           |    | 2 min 13 s     |
| 27                                 | Luisa Seghezzi           | Italie               |    | 2 min 47 s     |
| 28                                 | Jacqueline Bradley       | États-Unis           |    | 3 min 3 s      |
| 29                                 | Lisbeth Korsmo           | Norvège              |    | 4 min 14 s     |

|                      | Coureuse               | Pays      |  | Temps       |
| -------------------- | ---------------------- | --------- |  | ----------- |
| Autres compétitrices |                        |           |  |             |
| 31                   | Helle Sørensen         | Danemark  |  | 4 min 14 s  |
| 32                   | Martine Robert         | France    |  | 5 min 5 s   |
| 36                   | Adalberta Marcuccetti  | Italie    |  | 6 min 0 s   |
| 37                   | Evelyne Breyton        | France    |  | 6 min 0 s   |
| 38                   | Petra de Bruin         | Pays-Bas  |  | 6 min 0 s   |
| 39                   | Claudine Vierstraete   | Belgique  |  | 6 min 0 s   |
| 41                   | Gerda Sierens          | Belgique  |  | 7 min 4 s   |
| 42                   | Nadege Lamour          | France    |  | 7 min 4 s   |
| 44                   | Valérie Simonnet       | France    |  | 7 min 12 s  |
| 52                   | Nina Søbye             | Norvège   |  | 7 min 12 s  |
| 53                   | Evelyne Müller         | Suisse    |  | 7 min 12 s  |
| 59                   | Geneviève Robic-Brunet | Canada    |  | 7 min 12 s  |
| 60                   | Marianne Stuwe         | Allemagne |  | 7 min 12 s  |
| 62                   | Jenny De Smet          | Belgique  |  | 7 min 12 s  |
| 68                   | Rosemarie Schatzmann   | Suisse    |  | 15 min 45 s |
| 69                   | Gabi Habetz            | Allemagne |  | 15 min 45 s |
| 70                   | Fabienne Amedro        | France    |  | 16 min 8 s  |